# Hermann Grees
Hermann Grees (* 15. Juni 1925 in Ulm; † 24. November 2009 in Tübingen) war Professor für Geographie an der Universität Tübingen.
Nach einer Tätigkeit als Lehrer in Ulm studierte Hermann Grees in Tübingen Geographie und Anglistik und war anschließend Dozent für Geographie an der Pädagogischen Hochschule Reutlingen. 1960 promovierte er am Geographischen Institut der Universität Tübingen bei Friedrich Huttenlocher und lehrte ab 1967 an diesem Institut. 1973 habilitierte er sich mit seiner umfangreichen Monographie über „Ländliche Unterschichten und ländliche Siedlung in Ostschwaben“.
Innerhalb der südwestdeutschen Landeskunde lieferte er maßgebliche Arbeiten zur historisch-genetischen Siedlungsforschung. Dabei setzte er sich vor allem mit der Frage ländlicher Sozialstrukturen und ihrer Bedeutung für die Entwicklung der Dörfer im südwestdeutschen Raum auseinander. Auf diese Weise gelang es ihm, Aspekte der damals noch jungen Sozialgeographie in Landeskunde und historisch-genetische Kulturlandschaftsforschung zu integrieren, so dass hinter der Physiognomie von Haus, Siedlung und Flur auch die gesellschaftlichen und sozialen Kräfte und Prozesse sichtbar wurden.
In der akademischen Lehre brachte er neue Themenbereiche der Angewandten Anthropogeographie in die Ausbildung der Studierenden ein, z. B. zur Tourismusforschung, zur Sozialgeographie und zur räumlichen Planung (vor allem auch zur Dorferneuerung).
Mit den von ihm gestalteten historisch-geographischen Publikationen und Ausstellungen, unter anderem zum heutigen Naturpark Schönbuch zwischen Tübingen und Stuttgart, erreichte er eine breitere Öffentlichkeit.
Hermann Grees war Mitglied der Kommission für geschichtliche Landeskunde in Baden-Württemberg und Mitherausgeber des Historischen Atlas von Baden-Württemberg. Darüber hinaus wirkte er in einer Reihe weiterer akademischer Vereinigungen mit, z. B. im Arbeitskreis für Hausforschung e.V.
Im Jahr 2000 wurde ihm die Robert-Gradmann-Medaille verliehen. Er fand seine letzte Ruhestätte auf dem Tübinger Bergfriedhof.

## Publikationen (Auswahl)
- Die bäuerliche Kultur der Ostalb. Dissertation Universität Tübingen 1961.
- Das Seldnertum im östlichen Schwaben und sein Einfluß auf die Entwicklung der ländlichen Siedlungen. In: Festschrift für Friedrich Huttenlocher. Berichte zur Deutschen Landeskunde 31/1 (1963) 104–150.
- (als Hrsg.): Der Schönbuch. Beiträge zu seiner landeskundlichen Erforschung. Verlag Konkordia, Bühl/Baden 1969.
- (als Hrsg.): Untersuchungen zu Umweltfragen im mittleren Neckarraum (= Tübinger geographische Studien, Bd. 55). Geographisches Institut der Universität Tübingen 1974.
- Ländliche Unterschichten und ländliche Siedlung in Ostschwaben. Tübinger geographische Studien 58. Tübingen 1975.
- (als Mitarbeiter): Historischer Atlas von Baden-Württemberg. Kommission für geschichtliche Landeskunde in Baden-Württemberg. Stuttgart 1975–1988.
- Die „Lage des  Volkes“ im Süden des Reiches. In: Wolfgang Brückner (Hrsg.): Literatur und Volk im 17. Jahrhundert: Probleme populärer Kultur in Deutschland. Vorträge und Referate gehalten anlässlich des 4. Jahrestreffens des Internationalen Arbeitskreises für Barockliteratur in der Herzog-August-Bibliothek Wolfenbüttel vom 23. bis 28. August 1982. Teil 1. Internationaler Arbeitskreis für Barockliteratur, Jahrestreffen 4; Wolfenbütteler Arbeiten zur Barockforschung, Bd. 13. Wiesbaden: Harrassowitz 1985, S. 175–203.
- Die historische Entwicklung der Dörfer auf der Baar. In: Alemannisches Jahrbuch 1997/98, S. 79–135.
- Zur Diskussion um die Siedlungsgenese in Südwestdeutschland. In: Hans Gebhardt (Hrsg.): Geographie Baden-Württembergs. Raum, Entwicklung, Regionen. Schriften zur politischen Landeskunde Baden-Württembergs 36. Stuttgart 2008, S. 200–213.